# Jean-Henry d'Anglebert

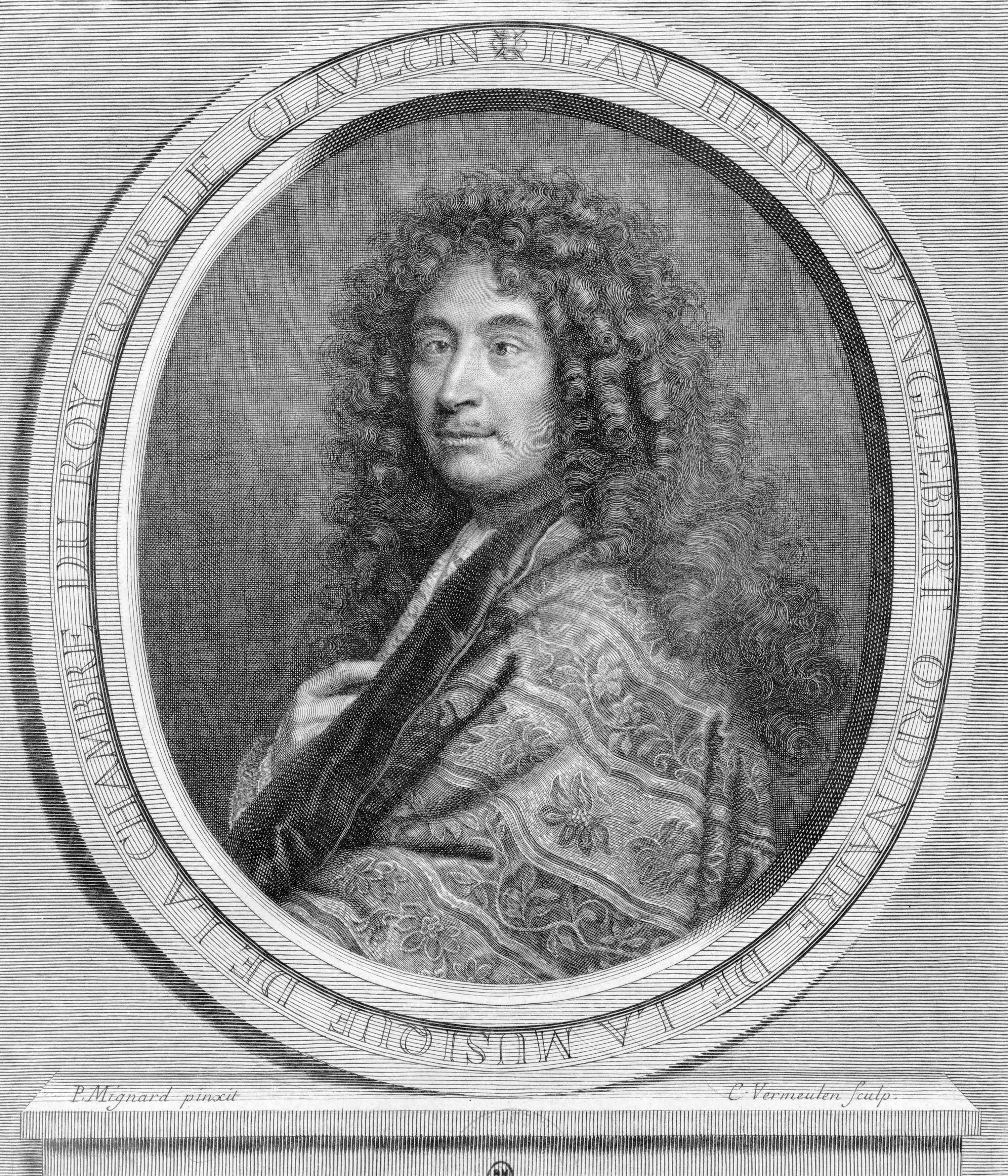
Jean-Henry d'Anglebert

Jean Henry d'Anglebert (ook Danglebert) (1628 of 1635 – Parijs, 23 april 1691) was een Frans componist van klavecimbel- en orgelmuziek. D'Anglebert was mogelijk een leerling van Jean Champion de Chambonnières, de grondlegger van wat later de Franse klavecimbelschool is gaan heten. Deze clavecinistes hebben een grote invloed gehad op de ontwikkeling van de klaviermuziek, met name op klaviersuite.

## Leven en loopbaan
D'Anglebert was organist van de broer van Lodewijk XIV, de hertog van Orléans (ordinaire de la musique de la Chambre du Roy et de Monsieur, frère unique de Sa Majesté, pour le clavessin) en van het klooster van de Jacobijnen, een Dominicanenorde, in de rue St.Honoré. D'Anglebert was ook in dienst van Marie-Anne Christine de Bavière, na haar huwelijk in 1680 met haar neef de kroonprins, de Grand Dauphin. Deze posities en zijn mogelijke studie bij De Chambonnières moeten hem een goed zichtbare positie hebben gegeven in het toenmalige Parijs.
D'Anglebert was de laatste 29 jaar van zijn leven in dienst van koning Lodewijk XIV.
In oktober 1662 kocht hij de erffunctie van joueur d'épinette de la Chambre du Roi van De Chambonnières, die de post moest opgeven na ruzie met Jean-Baptiste Lully, en nadat François Couperin de post uit kiesheid geweigerd had; na De Chambonnières' dood in 1672 verwierf D'Anglebert diens andere functies aan het hof. In 1674 kocht hij voor zijn oudste zoon, die toen nog erg jong was, al de erffunctie, met goedkeuring van de koning, van hofklavecinist. Vanzelfsprekend volgde zijn zoon Jean-Baptiste Henry hem na zijn overlijden op.
Zijn betrekking aan het hof dankte hij mogelijk aan Lully's tussenkomst; D'Anglebert schijnt een goede relatie met de componist te hebben gehad – zijn eerste zoon noemde hij naar hem en Lully was peetoom van die zoon.
Een document uit 1668 noemt D'Anglebert als 'ordinaire de la musique de Chambre du Roy et de Monsieur, frère unique de Sa Majesté, pour le clavessin'. D'Anglebert was dus in dienst van meerdere personen aan het hof; ook diende hij Marie-Anne van Beieren, na haar huwelijk in 1680 met de Dauphin. Gedurende het gehele koningschap van Lodewijk XIV hielden slechts drie mannen de charge voor het klavecimbel: De Chambonnières, D'Anglebert en diens zoon Jean-Baptiste Henry. De laatste is hoogstwaarschijnlijk vanwege zijn slecht gezichtsvermogen jarenlang vervangen door François Couperin.
Over D'Angleberts leven is weinig bekend, afgezien van enige documenten over zijn huwelijk, de geboorte van een aantal van zijn kinderen, zijn beroepsactiviteiten en een postume inventarislijst. Hij en zijn vrouw Magdelaine Champagne, met wie hij in oktober 1659 huwde en die een schoonzuster was van de organist en componist François Roberday, hadden tien kinderen, van wie er vijf nog minderjarig waren bij D'Angleberts dood. De twee oudste kinderen, Jean-Baptiste Henry en Jen Henry, werden eveneens briljante klavecinisten.
D'Anglebert publiceerde in 1689 zijn Pièces de clavecin, opgedragen aan de dochter van Lodewijk XIV, Marie-Anne de Bourbon, de Princess de Conti, bijgenaamd Mademoiselle de Blois

## Werken

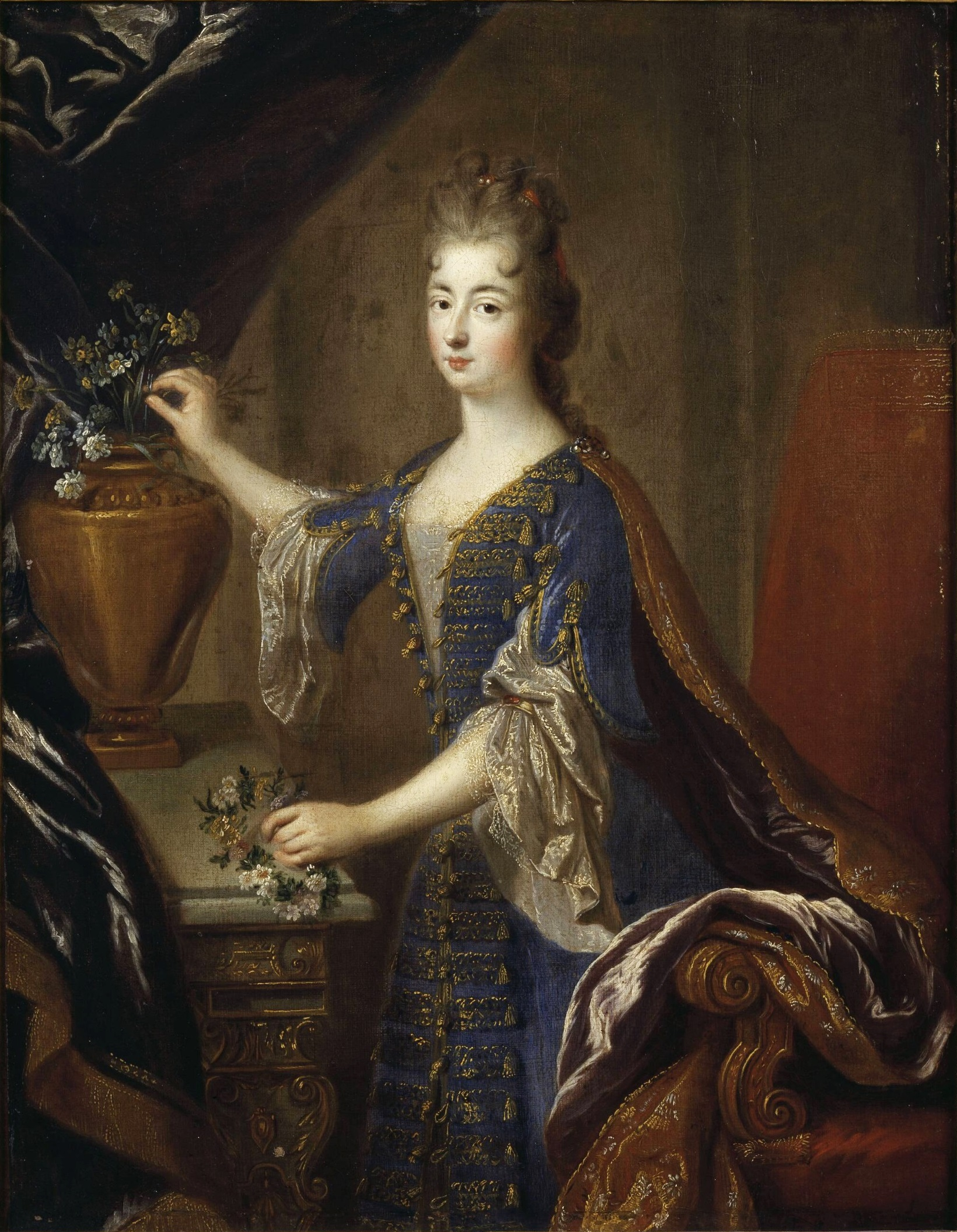
Marie-Anne de Bourbon

Van D'Anglebert is één uitgave bekend, die in 1689 werd gepubliceerd. De verzameling bestaat uit 57 stukken - originele stukken en transcripties van orkestrale delen en aria's uit opera's van Jean-Baptiste Lully - voor klavecimbel verdeeld over 4 suites, en daarnaast vijf stukken voor orgel en vijf lessen voor begeleiding op klavier. De suites zijn zeer lang door het invoegen van de transcripties van de werken van Lully en vaudevilles, populaire melodieën, om de bladzijden te vullen (zie voorwoord). D'Angleberts streven om de bladzijden optimaal te vullen vindt men ook terug in zijn muziek: die is sterk bewerkt en de bladzijden zijn zwart van de noten door versieringen, al dan niet uitgeschreven, die voor een dik gevulde muzikale textuur zorgen. Ook de bewerkingen van de volle, vijfstemmige orkestrale werken van Lully tot klaviertranscripties beïnvloedde D'Angleberts eigen dansen. In de allemandes en gigues maakt hij vaak gebruik van volle, vijfstemmige akkoorden en drukke uitwerkingen binnen het werk zelf; de gigues zijn in een snel tempo. De twee polyfone gigues in 12/8 horen tot de eerste in hun soort in Frankrijk.
De orgelwerken zijn waarschijnlijk in het begin van de jaren zestig van de 17e eeuw geschreven. De composities tonen, net als die van D'Angleberts collega en tijdgenoot François Roberday, de invloed van de Girolamo Frescobaldi, zoals die in Frankrijk was doorgegeven door Johann Jakob Froberger. De fuga's zijn imitatief, volgen het 17e-eeuwse Franse gebruik, en niet contrapuntisch, met welke textuur men nu veelal fuga's associeert.
D'Anglebert was een van de weinige componisten die stukken transcribeerde van luitcomponisten zoals Pinel, Mésangeau en de Gaultiers, waarbij hij er niet naar streefde de luitstijl zo getrouw mogelijk na te bootsen, maar juist equivalenten op het klavier te vinden voor die luitstijl.
De titel van de verzameling luidt: Pièces de clavecin/Composées par J.Henry d'Anglebert/ordinaire de la Musique de la Chambre du Roy/ avec la manière de les joüer/Diverses Chaconnes, Ouvertures, et autres airs/ de Monsieur de Lully mis sur cet Instrum.t/ Quelques Fugues pour l'Orgue/ et/ les Principes de l'Accompagnement./ Livre premier/ Avec Privilège du Roy.
De verzameling gaat vergezeld van een opdracht aan Marie-Anne, de prinses de Conti (1666-1739).
 en een voorwoord.
De verzameling omvat de volgende werken:
- nummers 1 – 16: stukken in G
  - Prélude – Allemande – Courante et double – 2e Courante – 3e Courante – Sarabande – Gigue – 2e Gigue – Gaillarde – Chaconne Rondeau – Gavotte – Menuet – Ouverture de Cadmus (tr. Lully) – Ritournelle des Fées de Roland (tr. Lully) – Menuet 'Dans nos Bois' (tr. Lully) – Chaconne de Phaëton (tr. Lully)
- nummers 17 – 37: stukken in g
  - Prélude – Allemande – Courante – 2e Courante – Courante de Lully (tr. Lully) et double – Sarabande – Sarabande de Lully (tr. Lully) 'Dieu des Enfers' – Gigue – Gigue de Lully (tr. Lully) – Gaillarde – Passacaille – Menuet 'La jeune Iris' (tr. Lully) – Gavotte 'Où estes vous allé' – Gavotte 'Le beau berger Tircis' – 'La Bergère Annette' – Ouverture de la Mascerade (tr. Lully) – Les Sourdines d'Armide (tr. Lully) – Les Songes agréables d'Atys (tr. Lully) – Air d'Apollon du Triomphe de l'Amour (tr. Lully) – Menuet de Poitou – Passacaille d'Armide (tr. Lully)
- nummers 38 – 49: stukken in d
  - Prélude – Allemande – Courante et double – 2e Courante – Sarabande grave – Sarabande – Gigue – Gaillarde – Gavotte – Menuet – Ouverture de Proserpine (tr. Lully) – La Folia 'Folies d'Espagne'
- nummers 50 - 57: stukken in D
  - Allemande – Courante – 2e Courante – Sarabande – Gigue – Chaconne de Galatée (tr. Lully) – Chaconne de Rondeau – Tombeau de M. de Chambonnières
- nummers 58 – 62: orgelfuga's
  - Fugue grave pour l'orgue – 2e t/m 5e Fugue sur le même Sujet
- nummer 63: orgel quatuor
  - Quatuor pour le Kyrie
- Principes de l'accompagnement

Naast de publicatie uit 1689 zijn er werken in manuscript overgeleverd:
- stukken in C
  - Prélude – Allemande – Gaillarde et double – Chaconne
- stukken in a
  - Gaillarde – Courante – Sarabande et double – Gigue

D'Angleberts 15 transcripties van luitwerken omvatten werken uit de vroegere 17e eeuw. Ze betreffen 12 werken van Ennemond Gaultier, bijgenaam le vieux (1575-1651) en een van zijn neef Denis Gaultier, bijgenaamd le jeune (1603-1672), René Mesengeau (overleden in 1638) en Germain Pinel (overleden in 1661).
De preludes zijn geschreven als préludes non mésures (zie bijvoorbeeld de Prelude non mesuré uit de suite in G [dode link]). Dat wil zeggen dat de gebruikelijke maataanduidingen (oftewel de 'verticale streepjes' op de notenbalken om de maat aan te geven) zijn weggelaten. De wijze van notatie en de notenwaarden geven wel een aanduiding over hoe het werk zal lopen, maar de uitvoerder heeft een grotere vrijheid om invulling te geven aan het werk.

## Geselecteerde discografie
- Pièces pour clavier, Scott Ross – klavecimbel en orgel (anoniem 18e-eeuws klavecimbel uit het Château d'Assas en orgel van Pascal Quoirin in Saint-Rémy-de-Provence; Erato Musifrance, 2CDs, 22924 50072'
- Pièces de clavecin & airs d'après M. de Lully, Céline Frisch – klavecimbel - en Café Zimmermann (klavecimbel van Emile Jobin naar Vincent Tibaut; Alpha 2CDs 074)
- Klavecimbelsuites 1-4, Elizabeth Farr – klavecimbel en luitklavecimbel (Naxos, 2CDs 8.570472-73)
- Complete klavecimbelwerken, Christophe Rousset – klavecimbel (klavecimbel van Ruckers, Musée d'Unterlinden in Colmar; Decca L'Oiseau – Lyre, 2CDs 458 588-2)
- Complete klavecimbelwerken, Barbara Maria Willi – klavecimbel (Cantate, 2CDs M 56827 en M 56828)
- Pièces de Jean-Baptiste Lully élaborées pour clavecin par Jean-Henry d'Anglebert, Kenneth Gilbert – klavecimbel (klavecimbel van Anthony Sidey; Harmonia mundi, HMC 901267)